# Dipartimento di Pilcomayo
Pilcomayo è un dipartimento argentino, situato nella parte orientale della provincia di Formosa, con capoluogo Clorinda.
Esso confina a nord e a est con la repubblica del Paraguay, a sud con il dipartimento di Formosa e a ovest con i dipartimenti di Pirané e Pilagás.
Secondo il censimento del 2001, su un territorio di 5.342 km², la popolazione ammontava a 78.114 abitanti, con un aumento demografico del 16,56% rispetto al censimento del 1991.
Municipi del dipartimento sono:
- Clorinda
- Laguna Blanca
- Laguna Naick Neck
- Palma Sola
- Puerto Pilcomayo
- Riacho He-Hé
- Riacho Negro
- Siete Palmas